# Svatý Jan nad Malší

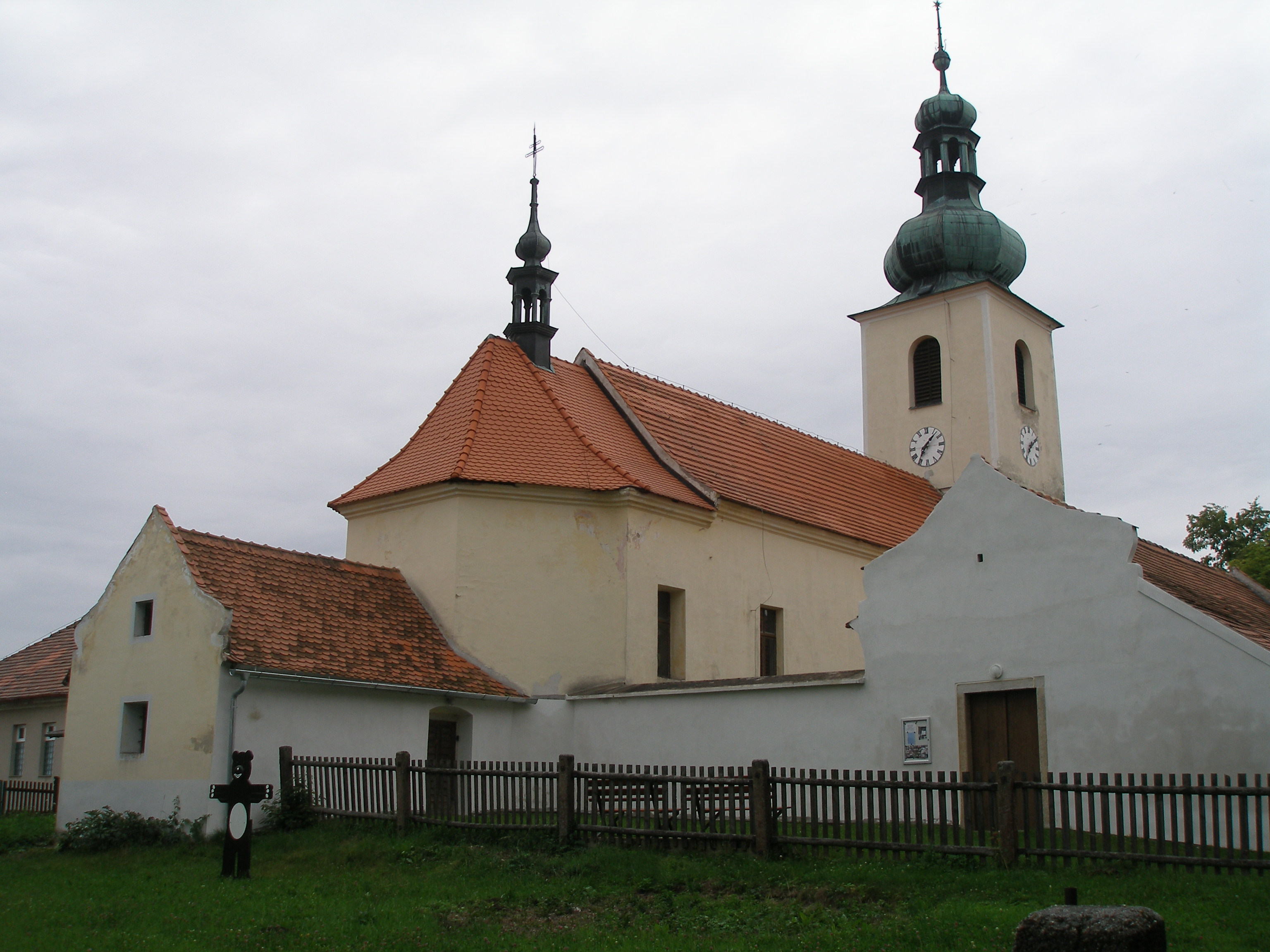
Wallfahrtskirche von Nordosten

Svatý Jan nad Malší (deutsch Johannesberg, 1939–45 Johannisberg an der Maltsch) ist eine Gemeinde in Tschechien. Sie liegt vier Kilometer östlich von Velešín in Südböhmen und gehört zum Okres České Budějovice.

## Geographie
Svatý Jan nad Malší befindet sich nördlich des Hühnergebirges im Vorland des Gratzener Berglandes. Das Dorf liegt rechtsseitig über dem mit der Trinkwassertalsperre Římov gefluteten Tal der Maltsch auf dem Hügel Ločenická hora. Nordöstlich erhebt sich der Stráž (630 m), im Süden die Chlumská hora (655 m). Gegen Nordwesten befinden sich auf einem Sporn über dem Stausee die Reste der Burg Velešín.
Nachbarorte sind Lahuť, Argentina und Mokrý Lom im Norden, Polžov und Todně im Nordosten, Ločenice im Osten, Zadní Cihelna und Nesměň im Südosten, Chlum nad Malší, Pod Horou und Zahrádky im Süden, Dlouhá und Chodeč im Südwesten, Úlehle, Svachov, Sedlce und Velešín im Westen sowie Hrachovy Hory im Nordwesten.

## Geschichte
Im 9. und 10. Jahrhundert siedelte entlang der Moldau und Maltsch der slawische Stamm der Dúdlebi. Anhand der Verteilung erhaltener Grabhügel befand sich das Gebiet der heutigen Gemeinde an der Südgrenze seines Siedlungsgebietes.
Der Hügel Ločenitz war bis ins 18. Jahrhundert unbesiedelt und gehörte zu den Fluren von Ločenice in der Herrschaft Krumau. Nachdem der Weleschiner Pfarrer Joanes Bernardius Riezenschopfer 1732 über dem Hügel eine Erscheinung von fünf Sternen wahrnahm, die er für eine Offenbarung des hl. Johannes von Nepomuk hielt, ließ er im selben Jahre dort eine Wallfahrtskapelle errichten. Riezenschopfer erlebte die Vollendung nicht mehr, die Weihe erfolgte am 16. Mai 1735 durch seinen Nachfolger Theofil Ignác Hostounský. Johann Friedrich Anton Nütz Reichsgraf von Wartenberg auf Klein Umlowitz kaufte am 27. November 1737 der Herrschaft Krumau die sechs Anwesen in Ločenice ab. Nachfolgender Besitzer war Josef Gundakar Graf Thürheim, der Ločenice am 1. September 1751 an Franz Leopold von Buquoy verkaufte. Damit wurde das Gut Teil der Herrschaft Gratzen. Um die vielbesuchte Kapelle entstand eine aus 13 Anwesen bestehende Siedlung, die nach dem Wallfahrtsort den Namen Johannesberg erhielt und der Administration von Ločenice unterstand. Zum Ausbau der Kapelle zur Kirche initiierte der Kaplan Vojtěch Metla 1777 eine Sammlung. Bis 1782 entstand mit Unterstützung des Grundherren Johann Nepomuk von Buquoy eine einschiffige Kirche mit Kreuzgängen, die 1786 mit dem Anbau eines 37 m hohen Turmes vollendet wurde. Anschließend wurde der Komplex bis 1789 um eine Schule und das Pfarrhaus erweitert. Auf Befehl des Kaisers Joseph II. wurde die Kirche 1786 zur Lokalkirche mit eigenem Pfarrer erhoben. Bezahlt wurden der Lokalist und der Lehrer aus dem Religionsfonds. Der Sprengel der neuen Lokalie Johannesberg umfasste die Ortschaften Chlum, Ločenice, Sedlce, Mokrý Lom und Polžov mit 4020 Gemeindegliedern. Im Jahre 1840 lebten in den 71 Häusern von Svatý Jan / Johannesberg 508 Tschechen. Zu dem Dorf gehörte die aus sechs Häusern bestehende Dominikalansiedlung Ulehle. Bis zur Mitte des 19. Jahrhunderts blieb das Dorf immer nach Gratzen untertänig.
Nach der Aufhebung der Patrimonialherrschaften bildete Svatojanské Hory/Johannesberg einen Ortsteil der Gemeinde Ločenice/Lotschenitz in der Bezirkshauptmannschaft Budějovice/Budweis. 1884 wurden die Grundstücke im Dorf durch einen Geometer vermessen. In Anwesenheit von Kaiser Franz Joseph I. fand 1895 im Maltschtal unterhalb von Johannesberg ein großes Kaisermanöver mit 50.000 Mann statt, bei dem erstmals auch ein Heißluftballon für die Übermittlung von Befehlen und Orientierungshinweisen im Feld zu militärischen Zwecken eingesetzt wurde. 1910 erfolgte auf dem Dorfplatz die Anpflanzung von 75 Kirschbäumen, Robinien und Kastanien. Am 16. April 1914 beantragte Svatý Jan/Johannesberg einvernehmlich mit Ločenice die Bildung einer eigenen Gemeinde, wobei letztere die entschädigungslose Abtretung des Waldes Radištnej zusicherte. Der Ausbruch des Ersten Weltkrieges und der Zusammenbruch der Monarchie verzögerten eine Entscheidung. Vor der Kirche pflanzten 1919 die Sozialdemokraten die Linden Libuše und Masaryk, der Sokol enthüllte am selben Tage das Denkmal für die Gefallenen des Ersten Weltkrieges. Am 13. Dezember 1922 genehmigte das Innenministerium der 1918 gegründeten Tschechoslowakei die Bildung der Gemeinde Svatý Jan und am 25. April 1923 die Landesfinanzdirektion Prag die Bildung eines eigenen Katastralbezirks. Seit 1924 führt die Gemeinde den amtlichen Namen Svatý Jan nad Malší. 1948 wurde die Gemeinde dem Okres Kaplice zugeschlagen. Mit Beginn des Jahres 1961 erfolgte die Eingemeindung von Chlum nad Malší und Sedlce (mit Babka, Hrachové Hory, Svachov, Úlehle); zugleich wurde die Gemeinde dem Okres České Budějovice zugeordnet. In den 1970er Jahren wurde das als Ausflugsziel beliebte tief eingeschnittene Mäandertal der Maltsch durch den Talsperrenbau in Římov überflutet. Damit erloschen auch die Einschichten Babka, Kolínův Mlýn und Kozákův Mlýn. Im Jahre 1997 wurde Svatý Jan nad Malší Sieger im Landeswettbewerb Dorf des Jahres und belegte 1998 in Echternach beim Europäischen Dorferneuerungspreis den dritten Platz unter 24 Teilnehmern. Bei ihrer erneuten Teilnahme am Wettbewerb Dorf des Jahres gewann die Gemeinde 2002 zunächst im Jihočeský kraj sowie anschließend auch landesweit das Grüne Band für Landschafts- und Umweltpflege und gewann 2003 bei der Entente Florale Europe in der Kategorie Dorf eine Silbermedaille.
Seit 1995 findet in Svatý Jan nad Malší jährlich der internationale Oldtimerwettbewerb S kopce do kopce statt.

## Gemeindegliederung
Die Gemeinde Svatý Jan nad Malší besteht aus den Ortsteilen Chlum (Chum), Sedlce (Selze) und Svatý Jan nad Malší (Johannesberg), die zugleich auch Katastralbezirke bilden. Zu Svatý Jan nad Malší gehören zudem die Ansiedlungen Argentina, Hrachovy Hory (Hrachowy Hory), Pod Horou, Svachov (Schwachahof), Úlehle (Ulehle) und Zahrádky. Grundsiedlungseinheiten sind Chlum, Hrachovy Hory, Sedlce, Svatý Jan nad Malší und Úlehle-Zahrádky.

## Bevölkerungsentwicklung
| Jahr      | 1869 | 1880 | 1890 | 1900 | 1910 | 1921 | 1930 | 1950 | 1961 | 1970 | 1980 | 1991 | 2001 | 2011 | 2021 |
| --------- | ---- | ---- | ---- | ---- | ---- | ---- | ---- | ---- | ---- | ---- | ---- | ---- | ---- | ---- | ---- |
| Einwohner | 1001 | 1051 | 1015 | 1010 | 988  | 1039 | 870  | 573  | 635  | 562  | 464  | 358  | 375  | 532  | 577  |

## Sehenswürdigkeiten
- Wallfahrtskirche des hl. Johannes von Nepomuk, der einschiffige Barockbau mit dem 37 m hohen Turm und Kreuzgängen entstand zwischen 1777 und 1786 aus einer Kapelle
- Schule, errichtet 1787–1789
- Pfarrhaus, errichtet 1787–1789, es dient heute als Galerie Na faře
- Statue des hl. Johannes von Nepomuk, gestiftet 1873 durch Jan Nepomuk Vrzal-Šimek aus Svatý Jan. Sie ist ein Werk von Jan Kadlec aus Trhové Sviny
- Domovina, das aus Granit gefertigte Denkmal auf dem Dorfplatz wurde 1923 vom örtlichen Bund der Landwirte zum Gedenken an die Parzellierung des Hofes Svachov errichtet
- Reste der Burg Velešín
- Gehöfte im südböhmischen Bauernbarock in Chlum nad Malší
- Trinkwassertalsperre Římov

## Partnergemeinde
- Grünbach[9]